# BP Bridge

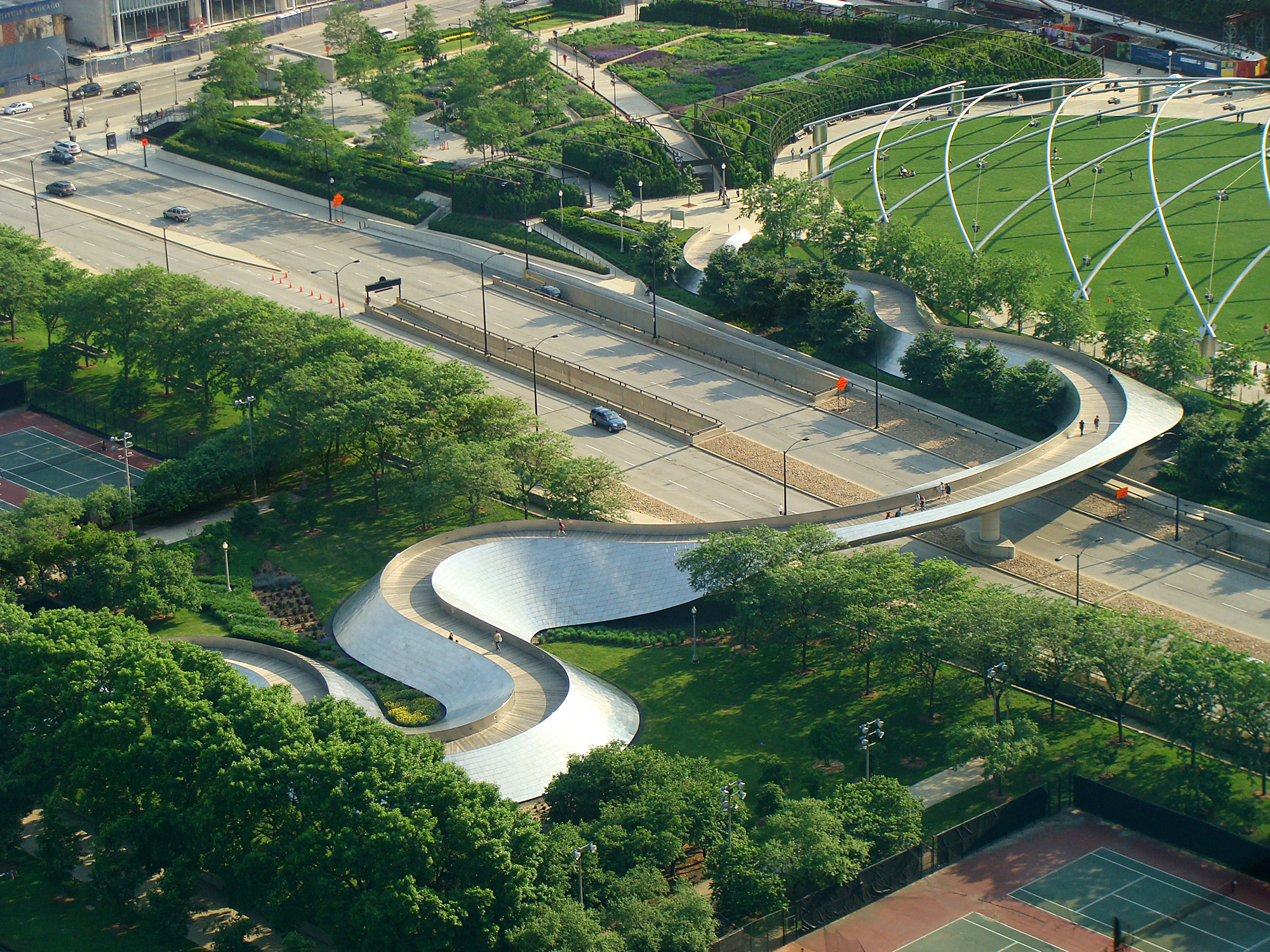

De BP Bridge is een voetgangersbrug in de Amerikaanse stad Chicago.
De liggerbrug vormt een verbinding tussen het Millennium Park en Daley Bicentennial Plaza, twee delen van Grant Park, en werd samen met het Millennium Park op 16 juli 2004 officieel in gebruik genomen. De brug, genoemd naar geldschieter BP, werd ontworpen door architect Frank Gehry, die ook tekende voor het naastgelegen Jay Pritzker Pavilion, een openlucht concertpodium.